# Viellenave
Pour les articles homonymes, voir Viellenave.
Viellenave est une ancienne commune française du département des Pyrénées-Atlantiques. Entre 1790 et 1794, Taron absorbe Viellenave, qu'elle recède entre 1795 et 1800. En 1822, Viellenave fusionne avec Sadirac et Taron pour former la nouvelle commune de Taron-Sadirac-Viellenave.

## Géographie
Viellenave est situé à l'extrême nord-est du département et au sud de Garlin.

## Toponymie
Le toponyme Viellenave apparaît sous les formes 
Vielenave de Sediragues (1402, censier de Béarn) et 
Vilanaba (1542, réformation de Béarn).

## Démographie
| 1800 | 1806 | 1821 |
| ---- | ---- | ---- |
| 77   | -    | 93   |

## Culture et patrimoine

### Patrimoine civil
La commune présente un ensemble de maisons et de fermes dont la construction s'étale du XVIe au XIXe siècle.

## Pour approfondir